# Wilfried Ndollo Bille
Wilfried Chancy Ndollo Bille (Mbanga, 13 luglio 2005) è un calciatore camerunese, difensore del Montpellier.

## Carriera
Ha iniziato a giocare a calcio in Camerun nell'Academy Foot de Douala, per poi venire ceduto al Montpellier, club della prima divisione francese, nell'agosto del 2023. Nella stagione 2023-2024 gioca principalmente nelle giovanili del club transalpino, con cui esordisce anche tra i professionisti giocando 5 partite nella quinta divisione francese con la squadra riserve.
Nella stagione 2024-2025 dopo essere stato inizialmente ancora aggregato alla squadra riserve, debutta in prima squadra l'8 marzo 2025 nell'incontro di Ligue 1 perso 1-0 contro il Lilla.

## Statistiche

### Presenze e reti nei club
Statistiche aggiornate al 9 febbraio 2025.
| Stagione             | Squadra              | Campionato           | Campionato | Campionato | Coppe nazionali | Coppe nazionali | Coppe nazionali | Coppe continentali | Coppe continentali | Coppe continentali | Altre coppe | Altre coppe | Altre coppe | Totale | Totale | Totale |
| Stagione             | Squadra              | Comp                 | Pres       | Reti       | Comp            | Pres            | Reti            | Comp               | Pres               | Reti               | Comp        | Pres        | Reti        | Pres   | Reti   |        |
| -------------------- | -------------------- | -------------------- | ---------- | ---------- | --------------- | --------------- | --------------- | ------------------ | ------------------ | ------------------ | ----------- | ----------- | ----------- | ------ | ------ | ------ |
| 2023-2024            | Montpellier 2        | N2                   | 5          | 0          | -               | -               | -               | -                  | -                  | -                  | -           | -           | -           | 5      | 0      |        |
| 2024-2025            | Montpellier 2        | N2                   | 11         | 0          | -               | -               | -               | -                  | -                  | -                  | -           | -           | -           | 11     | 0      |        |
| Totale Montpellier 2 | Totale Montpellier 2 | Totale Montpellier 2 | 16         | 0          |                 | -               | -               |                    | -                  | -                  |             | -           | -           | 16     | 0      |        |
| 2024-2025            | Montpellier          | L1                   | 8          | 0          | CF              | 0               | 0               | -                  | -                  | -                  | -           | -           | -           | 8      | 0      |        |
| Totale carriera      | Totale carriera      | Totale carriera      | 24         | 0          |                 | 0               | 0               |                    | -                  | -                  |             | -           | -           | 24     | 0      |        |